# David di Donatello 2016
La 61a edició dels premis David di Donatello, concedits per l'Acadèmia del Cinema Italià va tenir lloc el 12 de juny de 2016 al teatre 5 de la Deat de Roma. La gala fou presentada per Alessandro Cattelan i transmesa en directe pels canals Sky Cinema, Sky Uno i TV8. Les candidatures es van fer públiques el 22 de març.

## Guanyadors

### Millor pel·lícula
- Perfetti sconosciuti, dirigida per Paolo Genovese
- Fuocoammare, dirigida per Gianfranco Rosi
- Il racconto dei racconti - Tale of Tales, dirigida per Matteo Garrone
- Non essere cattivo, dirigida per Claudio Caligari
- Youth - La giovinezza (Youth), dirigida per Paolo Sorrentino

### Millor director
- Matteo Garrone - Il racconto dei racconti - Tale of Tales
- Gianfranco Rosi - Fuocoammare
- Claudio Caligari - Non essere cattivo
- Paolo Genovese - Perfetti sconosciuti
- Paolo Sorrentino - Youth - La giovinezza (Youth)

### Millor director novell
- Gabriele Mainetti - Lo chiamavano Jeeg Robot
- Carlo Lavagna - Arianna
- Adriano Valerio - Banat (Il viaggio)
- Piero Messina - L'attesa
- Francesco Miccichè i Fabio Bonifacci - Loro chi?
- Alberto Caviglia - Pecore in erba

### Millor argument
- Paolo Genovese, Filippo Bologna, Paolo Costella, Paola Mammini i Rolando Ravello - Perfetti sconosciuti
- Matteo Garrone, Edoardo Albinati, Ugo Chiti i Massimo Gaudioso - Il racconto dei racconti - Tale of Tales
- Nicola Guaglianone i Menotti - Lo chiamavano Jeeg Robot
- Claudio Caligari, Francesca Serafini i Giordano Meacci - Non essere cattivo
- Paolo Sorrentino - Youth - La giovinezza (Youth)

### Millor productor
- Gabriele Mainetti per Goon Films, amb Rai Cinema - Lo chiamavano Jeeg Robot
- 21uno Film, Stemal Entertainment, Istituto Luce Cinecittà, Rai Cinema i Les Films d'Ici amb Arte France Cinéma - Fuocoammare
- Archimede i Rai Cinema - Il racconto dei racconti - Tale of Tales
- Paolo Bogna, Simone Isola i Valerio Mastandrea per Kimera Film, amb Rai Cinema i Taodue Film, productor associat Pietro Valsecchi, en col·laboració amb Leone Film Group - Non essere cattivo
- Nicola Giuliano, Francesca Cima, Carlotta Calori per Indigo Film - Youth - La giovinezza (Youth)

### Millor actriu
- Ilenia Pastorelli - Lo chiamavano Jeeg Robot
- Paola Cortellesi - Gli ultimi saranno ultimi
- Sabrina Ferilli - Io e lei
- Juliette Binoche - L'attesa
- Valeria Golino - Per amor vostro
- Anna Foglietta - Perfetti sconosciuti
- Àstrid Bergès-Frisbey - Alaska

### Millor actor
- Claudio Santamaria - Lo chiamavano Jeeg Robot
- Luca Marinelli - Non essere cattivo
- Alessandro Borghi - Non essere cattivo
- Valerio Mastandrea - Perfetti sconosciuti
- Marco Giallini - Perfetti sconosciuti

### Millor actriu no protagonista
- Antonia Truppo - Lo chiamavano Jeeg Robot
- Piera Degli Esposti - Assolo
- Elisabetta De Vito - Non essere cattivo
- Sonia Bergamasco - Quo vado?
- Claudia Cardinale - Ultima fermata

### Millor actor no protagonista
- Luca Marinelli - Lo chiamavano Jeeg Robot
- Valerio Binasco - Alaska
- Fabrizio Bentivoglio - Gli ultimi saranno ultimi
- Giuseppe Battiston - La felicità è un sistema complesso
- Alessandro Borghi - Suburra

### Millor músic
- David Lang - Youth - La giovinezza (Youth)
- Alexandre Desplat - Il racconto dei racconti - Tale of Tales
- Ennio Morricone - La corrispondenza
- Michele Braga i Gabriele Mainetti - Lo chiamavano Jeeg Robot
- Paolo Vivaldi con la collaborazione di Alessandro Sartini - Non essere cattivo

### Millor cançó original
- Simple Song #3 - música i lletra de David Lang, interpretació de Sumi Jo - Youth - La giovinezza (Youth)
- Torta di noi - música, lletra i interpretació de Niccolò Contessa - La felicità è un sistema complesso
- A cuor leggero - música, lletra i interpretació de Riccardo Sinigallia - Non essere cattivo
- Perfetti sconosciuti - música de Bungaro i Cesare Chiodo, lletra i interpretació de Fiorella Mannoia - Perfetti sconosciuti
- La prima Repubblica - música, lletra i interpretació de Checco Zalone - Quo vado?

### Millor fotografia
- Peter Suschitzky - Il racconto dei racconti - Tale of Tales
- Michele D'Attanasio - Lo chiamavano Jeeg Robot
- Maurizio Calvesi - Non essere cattivo
- Paolo Carnera - Suburra
- Luca Bigazzi - Youth - La giovinezza (Youth)

### Millor escenografia
- Dimitri Capuani e Alessia Anfuso - Il racconto dei racconti - Tale of Tales
- Maurizio Sabatini - La corrispondenza
- Massimiliano Sturiale - Lo chiamavano Jeeg Robot
- Giada Calabria - Non essere cattivo
- Paki Meduri - Suburra
- Ludovica Ferrario - Youth - La giovinezza (Youth)

### Millor vestuari
- Massimo Cantini Parrini - Il racconto dei racconti - Tale of Tales
- Gemma Mascagni - La corrispondenza
- Mary Montalto - Lo chiamavano Jeeg Robot
- Chiara Ferrantini - Non essere cattivo
- Carlo Poggioli - Youth - La giovinezza (Youth)

### Millor maquillatge
- Gino Tamagnini, Valter Casotto, Luigi d'Andrea - Il racconto dei racconti - Tale of Tales
- Enrico Iacoponi - La corrispondenza
- Giulio Pezza - Lo chiamavano Jeeg Robot
- Lidia Minì - Non essere cattivo
- Maurizio Silvi - Youth - La giovinezza (Youth)

### Millor perruqueria
- Francesco Pegoretti - Il racconto dei racconti - Tale of Tales
- Elena Gregorini - La corrispondenza
- Angelo Vannella - Lo chiamavano Jeeg Robot
- Sharim Sabatini - Non essere cattivo
- Aldo Signoretti - Youth - La giovinezza (Youth)

### Millor muntatge
- Andrea Maguolo, amb la col·laboració deFederico Conforti - Lo chiamavano Jeeg Robot
- Jacopo Quadri - Fuocoammare
- Consuelo Catucci - Perfetti sconosciuti
- Patrizio Marone - Suburra
- Cristiano Travaglioli - Youth - La giovinezza (Youth)

### Millor enginyer de so directe
- Angelo Bonanni - Non essere cattivo
- Maricetta Lombardo - Il racconto dei racconti - Tale of Tales
- Valentino Giannì - Lo chiamavano Jeeg Robot
- Umberto Montesanti - Perfetti sconosciuti
- Emanuele Cerere - Youth - La giovinezza (Youth)

### Millors efectes especials visuals
- Makinarium - Il racconto dei racconti - Tale of Tales
- EDI - Effetti Digitali Italiani - Game Therapy
- Chromatica - Lo chiamavano Jeeg Robot
- Visualogie - Suburra
- Peerless - Youth - La giovinezza (Youth)

### Millor documental
- S is for Stanley - Trent'anni dietro al volante per Stanley Kubrick, dirigida per Alex Infascelli
- I bambini sanno, dirigida per Walter Veltroni
- Harry's Bar, dirigida per Carlotta Cerquetti
- Louisiana (The Other Side), dirigida per Roberto Minervini
- Revelstoke. Un bacio nel vento, dirigida per Nicola Moruzzi

### Millor curtmetratge
- Bellissima, dirigida per Alessandro Capitani
- A metà luce 2016, dirigida per Anna Gigante
- Dove l'acqua con altra acqua si confonde, dirigida per Gianluca Mangiasciutti i Massimo Loi
- La ballata dei senzatetto, dirigida per Monica Manganelli
- Per Anna, dirigida per Andrea Zuliani

### Millor pel·lícula de la Unió Europea
- Saul fia, dirigida per László Nemes
- 45 Years, dirigida per Andrew Haigh
- Le Tout Nouveau Testament, dirigida per Jaco Van Dormael
- Un dia perfecte, dirigida per Fernando León de Aranoa
- The Danish Girl, dirigida per Tom Hooper

### Millor pel·lícula estrangera
- Bridge of Spies, dirigida per Steven Spielberg
- Carol, dirigida per Todd Haynes
- Spotlight, dirigida per Tom McCarthy
- Del revés, dirigida per Pete Docter
- Remember, dirigida per Atom Egoyan

### Premi David Jove
- La corrispondenza, dirigida per Giuseppe Tornatore
- Alaska, dirigida per Claudio Cupellini
- Gli ultimi saranno ultimi, dirigida per Massimiliano Bruno
- Non essere cattivo, dirigida per Claudio Caligari
- Quo vado?, dirigida per Gennaro Nunziante

### David speciale
- Paolo i Vittorio Taviani, a la carrera
- Gina Lollobrigida, a la carrera

### Mercedes-Benz Future Award
- Lo chiamavano Jeeg Robot, dirigida per Gabriele Mainetti
- Alaska, dirigida per Claudio Cupellini
- Louisiana (The Other Side), dirigida per Roberto Minervini
- Suburra, dirigida per Stefano Sollima

## Audiència

### Red Carpet "David di Donatello 2016"
| Emissió            | Telespectadors Tv8 | Share Tv8 | Telespectadors Sky Uno + Sky Cinema HD | Share Sky Uno + Sky Cinema HD | Telespectadors generals |
| ------------------ | ------------------ | --------- | -------------------------------------- | ----------------------------- | ----------------------- |
| 18 d'abril de 2016 | 167.000            | 0.63%     | 404.000                                | N/C                           | 571.000                 |

### Cerimònia "David di Donatello 2016"
| Emissió            | Telespectadors Tv8 | Share Tv8 | Telespectadors Sky Uno + Sky Cinema HD | Share Sky Uno + Sky Cinema HD | Telespectadors generals | Share general |
| ------------------ | ------------------ | --------- | -------------------------------------- | ----------------------------- | ----------------------- | ------------- |
| 18 d'abril de 2016 | 269.000            | 1,06%     | 712.000                                | 2,72%                         | 981.000                 | 3.78%         |